# Łąkocin
Łąkocin – wieś w Polsce, położona w województwie kujawsko-pomorskim, w powiecie inowrocławskim, w gminie Inowrocław.

## Podział administracyjny
W latach 1975–1998 miejscowość administracyjnie należała do województwa bydgoskiego.

## Demografia
Według Narodowego Spisu Powszechnego (III 2011 r.) wieś liczyła 188 mieszkańców. Jest dziewiętnastą co do wielkości miejscowością gminy Inowrocław.

## Zabytki
Według rejestru zabytków NID na listę zabytków wpisany jest park dworski z poł. XIX w., nr rej.: A/206 z 16.03.1987.